# Wilhelm Florentin von Salm-Salm

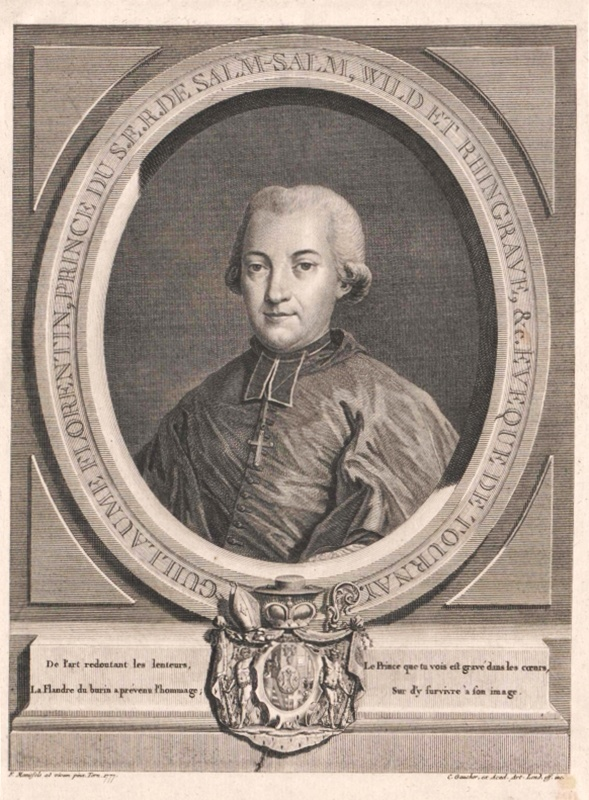
Wilhelm Florentin von Salm-Salm

Wilhelm Florentin von Salm-Salm (Straatsburg, 10 mei 1745 - Hambach, 14 september 1810) was een Oostenrijks aartsbisschop.
Wilhelm Florentin, het achttiende kind van de Oostenrijkse veldmaarschalk en gouverneur van Antwerpen, Nikolaus Leopold von Salm-Salm, was oorspronkelijk bestemd voor een militaire loopbaan, maar koos nadien voor de geestelijke stand. In 1761 werd hij kanunnik in Keulen, Straatsburg en Luik en in 1765 in Augsburg.
Salm-Salm werd in 1771 tot priester gewijd en was van 1776 tot 1793 bisschop van Doornik. Als bisschop hechtte hij veel belang aan pracht en praal en aan een goed godsdienstonderricht. Tegelijkertijd was hij ook mild. Vermits zijn bisdom voor een deel toebehoorde aan Frankrijk, nam hij in 1789 deel aan de Staten-Generaal in Versailles, maar hij werd op 20 juli als vreemdeling uitgesloten. Uit solidariteit met keizer Jozef II verliet hij in 1790 zijn bisdom en ging naar Keulen. Jozef II stelde hem in 1793 aan tot aartsbisschop van Praag. Hij overleed tijdens een reis door zijn aartsbisdom in 1810.